# Mary Lawlor (militante des droits de l'homme)
Pour les articles homonymes, voir Mary Lawlor.
Mary Lawlor est une enseignante et défenseure des droits de l'homme irlandaise. 
Enseignante vacataire à la Trinity Business School (en) du Trinity College de Dublin, elle est depuis mai 2020 rapporteur spécial des Nations unies pour les défenseurs des droits de l'homme,,,. 
Elle est également la fondatrice et ancienne directrice générale de Front Line Defenders, ainsi que l'ancienne dirigeante de la branche irlandaise d'Amnesty International.

## Distinctions
Elle est décorée de la Légion d'honneur en 2014.